# Geschützter Landschaftsbestandteil Härtlingsrücken Seidmecke
Der Geschützte Landschaftsbestandteil Härtlingsrücken Seidmecke mit 1,1 ha Flächengröße liegt nordöstlich von Ramsbeck im Hochsauerlandkreis. Das Gebiet wurde 2008 mit dem Landschaftsplan Bestwig durch den Kreistag des Hochsauerlandkreises als Geschützter Landschaftsbestandteil (LB) ausgewiesen. Der LB besteht aus vier Teilflächen.

## Gebietsbeschreibung
Die vier Teilflächen liegen auf dem Bergrücken zwischen Ramsbeck und Andreasberg. Es handelt sich um vier schmale, langgestreckte Härtlingsrücken aus mitteldevonischen Schiefer. Einzelne Felsen sind bis drei Meter hoch. Die Härtlingsrücken tragen eichenreiche Feldgehölze, teilweise mit Besenginster-Gebüschen und einzelnen Alteichen. Das südliche Teilfläche reicht an seiner Nordgrenze direkt an die Kreisstraße 44 und besteht aus einem moosreichen Schieferfelsen.
Der Landschaftsplan führt zum LB aus: „Sie stellen auffallende landschaftsgliedernde Elemente in der offenen Feldflur dar und weisen als Magerstandorte gleichzeitig das Biotoppotenzial für spezialisierte, konkurrenzschwache Lebensgemeinschaften auf, die sich unter „besseren“ Standortverhältnissen nicht durchsetzen können.“ Außer der südlichen Teilfläche fallen die Härtlingsrücken unter den gesetzlichen Biotopschutz nach § 62 LG. Das Biotopkataster des Landes NRW schreibt zum Wert des geschützten Biotops Seidmecke, mit einer Flächengröße von 0,76 ha, „Feldgehölze stellen Trittsteine im lokalen Biotopverbund von Wald- und Gebüschlebensräumen da“.

## Schutzzweck
Der Landschaftsplan führt zu geschützte Landschaftsbestandteilen aus: „Alle geschützten Landschaftsbestandteile sind kulturbetonte oder naturnahe Landschaftsteile, die sich mit ihrem eigenständigen Charakter deutlich von der sie umgebenden Wald- und Feld-Landschaft unterscheiden. Der besondere Schutz dieser Kleinstrukturen ist wegen ihrer hervorgehobenen Position für die Leistungsfähigkeit des Naturhaushaltes und / oder für die Attraktivität des Landschaftsbildes erforderlich. Die LB-Festsetzung trägt der landschaftlichen Bedeutung der Objekte Rechnung, die sie über das „normale“ landschaftliche Inventar eines Landschaftsschutzgebietes heraushebt.“